# 天神前 (静岡市)
天神前（てんじんまえ）は静岡県静岡市葵区にある町名。丁目を持たない単独町名である。住居表示未実施。

## 地理
葵区の東側の一部に位置し、東に野丈、南に牛田、北に東、西に漆山と隣接している。

## 歴史
- 1977年（昭和52年）3月9日 - 北、東、浅畑新田、上土豊地新田、浅畑沼新田の各一部を分離し新設。町名は、各地にあった小字名から採った。
- 2005年（平成17年）4月1日 - 政令指定都市化により、行政区が葵区となる。

## 世帯数と人口
現在住宅はない。麻機遊水地第3工区として、総合治水対策区域となっている。付近の浅畑川や巴川の氾濫に備えて調整池を設置している。
| 町丁   | 世帯数 | 人口 |
| ------ | ------ | ---- |
| 天神前 | 0世帯  | 0人  |

## その他

### 日本郵便
- 郵便番号 : 420-0951[2]（集配局：静岡中央郵便局[5]）。